# Revolver (fumetto)
Revolver è una graphic novel scritta e disegnata dal fumettista statunitense Matt Kindt. Pubblicato in lingua originale nel 2010 dalla Vertigo, questo fumetto è stato pubblicato per la prima volta in italiano nel 2013 dalla casa editrice Bao.

## Trama
Chicago, giorni nostri. Svegliatosi con i postumi di una sbronza, Sam si reca presso la redazione del giornale per cui lavora. Arrivato qui, scopre che qualcuno ha fatto esplodere una bomba all'interno degli uffici e quindi aiuta il suo capo, la bionda Jan, a mettersi in salvo. Giunti nel garage sotterraneo dove si trova l'auto di Jan, i due vengono assaliti dal di lei ex fidanzato. Sam reagisce all'aggressione e finisce con l'uccidere l'altro uomo. Jan e Sam si recano poi nell'appartamento della donna e qui si addormentano. Nel frattempo i media danno notizia di una serie di terribili attacchi terroristici che stanno colpendo tutti gli Stati Uniti, mandando nel panico l'intera popolazione.
Sam si sveglia il mattino seguente da solo nel proprio appartamento, senza nessun segno sul corpo degli avvenimenti del giorno precedente. Ben presto scopre che il suo Paese non è sotto attacco, ed è come se tutto quello che aveva vissuto il giorno prima fosse stato solo un brutto sogno.
Da quel momento, a giorni alterni, Sam vive in due mondi differenti: in uno collabora con Jan e altri due colleghi alla realizzazione di un giornale che racconti la verità sugli attacchi terroristici che stanno devastando gli Stati Uniti; nell'altro è solo un ragazzo frustrato con un lavoro che detesta, una fidanzata logorroica di nome Maria e una boss (sempre Jan) tirannica e acida.
Dopo un primo momento di smarrimento, Sam comincia a capire che ci sono comunque molti paralleli fra le due realtà, e scopre che l'uomo accusato degli attacchi terroristici in un mondo, nell'altro mondo è un guru plurimiliardario del self-help di nome P.K. Verve. Sam si reca quindi a San Francisco per incontrarlo e parlargli della sua storia. Durante l'incontro con Verve, scopre che anche lui sta vivendo a giorni alterni nelle due diverse realtà. Nel mondo "tradizionale" usa la sua fama e la ricchezza per raccogliere importanti segreti governativi che utilizza poi nel mondo "caotico" per effettuare i vari attacchi terroristici. Il tutto per vendicarsi del governo americano che, attraverso la CIA, aveva abbattuto il piccolo aereo su cui volavano lui e suo fratello per sbarazzarsi di loro in quanto imprenditori troppo potenti, di origini straniere e dediti a investimenti non graditi all'establishment.
Tornato nel mondo "caotico", Sam contatta i servizi segreti e li avvisa che di lì a qualche giorno incontrerà Verve, che oramai si fida di lui dopo averlo conosciuto nel mondo "tradizionale". Sam porta con sé nel covo segreto di Verve a San Francisco un piccolo GPS consegnatogli dai militari: attivandolo, fa colpire il covo da un missile che uccide sia lui che Verve.
Sam si risveglia nel mondo "tradizionale" e da quel momento non ripiomba più nella realtà alternativa. Decide comunque di cambiare stile di vita e, durante quella che sembra una normale giornata lavorativa, abbandona l'ufficio e parte in auto in direzione di San Francisco insieme a Maria. La destinazione è una convention di Verve, e l'obiettivo è di assassinarlo.

## Edizioni
- Matt Kindt, Revolver, traduzione di Valerio Stivé, Bao, 2013,  p. 168, ISBN 978-88-6543-040-8.